# 존 앨런 파울로스

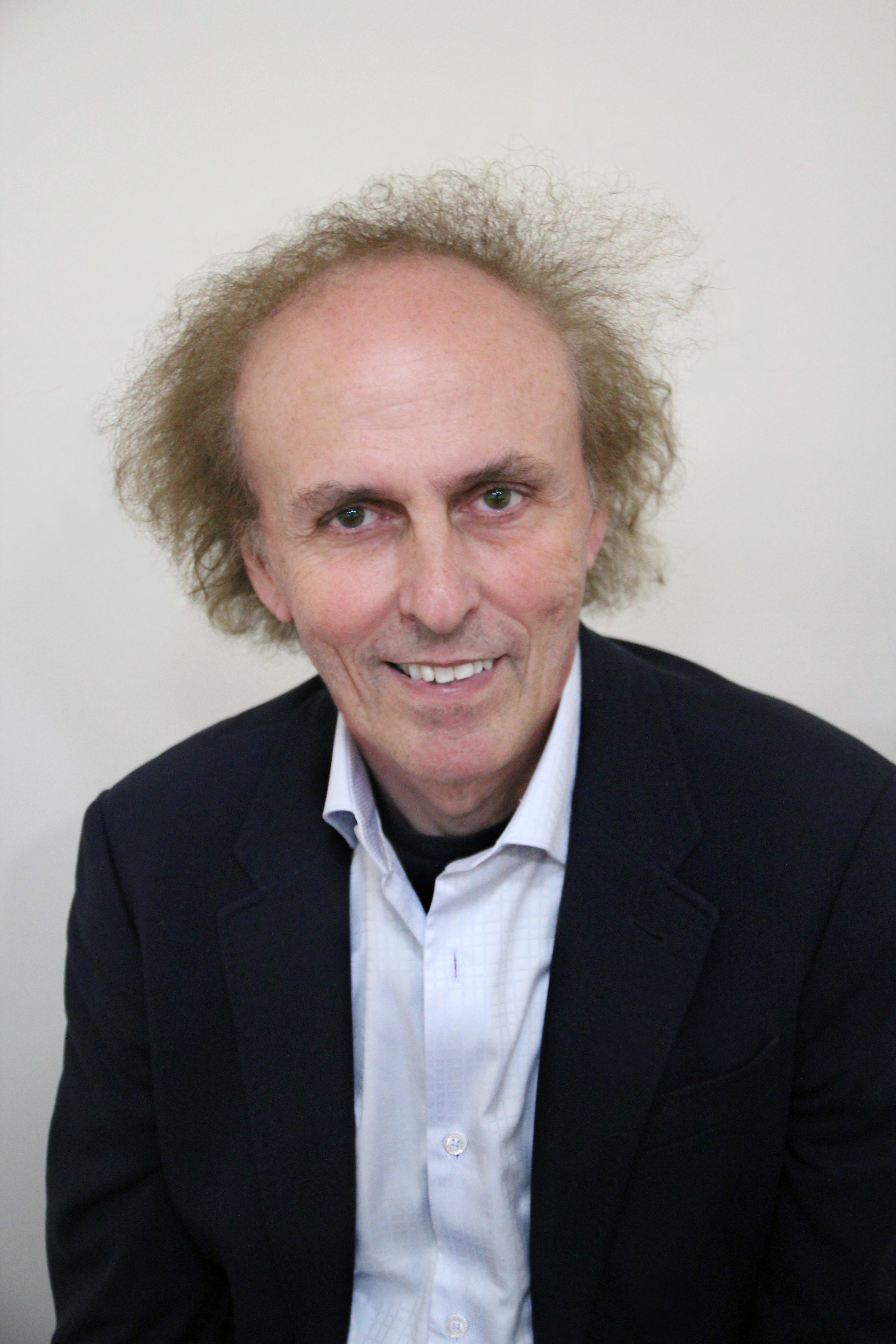

존 앨런 파울로스(John Allen Paulos, 1945년 7월 4일 ~ )는 미국 펜실베이니아주 필라델피아에 있는 템플 대학교의 수학 교수이다. 수학 관련 저술과 여러 발언으로 유명하다.